# Псевдотуберкульоз
Псевдотуберкульо́з (англ. Yersinia pseudotuberculosis infection; pseudotuberculosis; синоніми: далекосхідна скарлатиноподібна гарячка; гарячка Ізумі; родентіоз, якщо спостерігають хворобу в тварин) — інфекційне захворювання, яке спричинює Yersinia pseudotuberculosis із роду Yersinia. Характеризується фекально-оральним механізмом передачі інфекції, поліморфізмом клінічного перебігу: інтоксикацією, екзантемою, ураженням травної системи і суглобів, рецидивуючим перебігом.
Псевдотуберкульоз, який спричинює Yersinia pseudotuberculosis, слід відрізняти від хвороби переважно тварин — псевдотуберкульозу, який породжує Corynebacterium pseudotuberculosis, якого частіше називають казеозним лімфаденітом. Випадки ураження людей при цьому вкрай рідкі. Казеозний лімфаденіт у ветеринарії вважають класичним псевдотуберкульозом. Ця плутанина у термінології нерідко призводить до ототожнювання цих хвороб, що не є правильним.
Ще декілька збудників із роду Yersinia, окрім Yersinia pseudotuberculosis, спричинюють хвороби в людей та тварин. Yersinia pestis породжує чуму, Yersinia enterocolitica — кишковий єрсиніоз, Yersinia kristensenii та Yersinia frederikseni — захворювання шкіри, гнійні ускладнення ран при їхньому забрудненні, Yersinia intermedia, Y. aldovae, Y. aleksiciae, Y. bercovieri, Y. massiliensis, Y. mollaretii, Y. rohdei, Y. ruckeri та Y. similis спричинюють патологію в тварин. Відомо, що принаймні в деяких випадках хвороби Кавасакі була виявлена роль Yersinia pseudotuberculosis

## Історичні відомості
Збудника псевдотуберкульозу виділили 1883 року французькі науковці Л-Ч. Маляссе та В. Віньял із трупного матеріалу померлої дитини, як вважали тоді, від туберкульозного менінгіту, шляхом зараження гвінейських свинок. Термін «псевдотуберкульоз» ввів до медичного вжитку 1885 року німецький бактеріолог К. Еберт для тих хвороб, при яких в органах тварин виявляли зміни, що нагадували за виглядом туберкульозні, але туберкульозної палички не знаходили. Еберт знайшов такі зміни в організмі загиблого кролика. Надалі стало зрозумілим, що ці патоморфологічні зміни є характерними не тільки для однієї хвороби. У 1889 році німецький мікробіолог Р. Пфайффер докладно вивчив і описав культуральні властивості збудника псевдотуберкульозу. Його видову характеристику дали К. Лехман і Р. Нойманн 1896 року.. Зважуючи на подібність цього збудника з чумною паличкою в 1944 році Й. Ван Лодгем запропонував їх об'єднати в один рід Yersinia, якому дали назву на честь першовідкривача збудника чуми Александра Єрсена (фр. Alexandre Emile Jean Yersin).
Перші випадки псевдотуберкульозу в людини у вигляді абсцедуючого мезаденіту описали 1953 року В. Кнапп і В. Массхоф. 1960 року Г. Молларе підтвердив та ретельно описав клінічні ознаки цього.
Тривалий час псевдотуберкульоз у людей в багатьох країнах описували у вигляді спорадичних випадків мезентеріального лімфаденіту, апендициту або тяжких септичних форм, які закінчувались смертю. Новий етап у вивченні псевдотуберкульозу почався в 1959 році, коли на Далекому Сході СРСР виник великий спалах невідомого раніше інфекційного захворювання, яке охопило понад 300 військовослужбовців і отримало назву «далекосхідної скарлатиноподібної гарячки (ДСГ)». При спалахах ДСГ спостерігали групові захворювання на гострий апендицит і мезентеріальний лімфаденіт, що дозволило припустити про можливість етіологічного зв'язку їх із псевдотуберкульозом. Це припущення у 1966 році підтвердили військові лікарі Володимир Олексійович Знаменський та О. К. Вишняков, які вперше ізолювали з випорожнень хворих на ДСГ культури Y. pseudotuberculosis, а надалі В. О. Знаменський провів дослідження по самозараженню в Ленінградській Військово-медичній академії, прийнявши перорально (per os) 900 млн мікробних тіл культури псевдотуберкульозної бактерії, яку отримали з випорожнень хворого на ДСГ. У В. О. Знаменського розвинулася типова картина ДСГ, діагноз підтвердили бактеріологічним та серологічним методами, що дозволило остаточно вирішити питання щодо етіології цієї форми, яку стали розглядати як генералізовану форму псевдотуберкульозу людини. Надалі лауреат Державної премії СРСР, доктор медичних наук, професор В. О. Знаменський протягом 1976—1996 років завідував кафедрою мікробіології (нині кафедра мікробіології та епідеміології) Національної медичної академії імені П. Л. Шупика.

## Актуальність
Псевдотуберкульоз у вигляді спалахів і спорадичних випадків реєструють у різних областях України, Російської Федерації, середньоазіатських республіках, Японії, країнах Європи, Америки і в Австралії. Зростання захворюваності в розвинутих країнах пов'язане з порушенням екологічної рівноваги в природі, збільшенням чисельності гризунів, прискоренням урбанізації, створенням великих складів продуктів, особливо овочесховищ, порушенням санітарно-гігієнічних норм зберігання харчових продуктів, збільшенням забезпеченістю населення холодильниками, зростанням частки громадського харчування в містах.

## Етіологія
Збудника псевдотуберкульозу — Yersinia pseudotuberculosis відносять до роду Yersinia, родини Enterobacteriaceae. Y. pseudotuberculosis — грамнегативна паличкоподібна бактерія, яка не утворює спор, зростає на звичайних і збіднених поживними речовинами середовищах, є факультативним (необов'язковим) анаеробом із чіткими психрофільними властивостями (бурхливе зростання відбувається при температурі +2-4 °C), продукує ендотоксин. За антигенними розбіжностями виділено 8 сероварів Y. pseudotuberculosis. Більшість штамів, які виділили від людей, тварин та із зовнішнього середовища, належать до серовару I. Оптимальна температура для росту Y. pseudotuberculosis +22-28 °C, також бактерії можуть розмножуватися в межах від +2 до +40 °C. У холодильнику (при +4-6 °C) бактерії здатні тривало зберігатися і розмножуватися на харчових продуктах, дуже стійкі до заморожування і відтавання, здатні довго існувати в ґрунті та воді. Разом із тим, Y. pseudotuberculosis чутливі до впливу сонячних променів, висихання, кип'ятіння, дії звичайних дезінфекувальних засобів.
Y. pseudotuberculosis притаманні серйозні патогенні властивості: адгезія, колонізація на поверхні кишкового епітелію, ентеротоксигенність, інвазивність, цитотоксичність, вироблення ендотоксину. Виявили, що є географічні відмінності патогенної властивості — більш патогенні для людини ті збудники псевдотуберкульозу, що їх виділяють в Японії, на Далекому Сході, в Китаї. Патогенність Y. pseudotuberculosis визначає насамперед інвазивна активність. З цим, зокрема, пов'язані часті випадки генералізації хвороби та труднощі виділення Y. pseudotuberculosis з кишки. Неоднорідність антигенної структури Y. pseudotuberculosis визначає її внутрішньовидові антигенні зв'язки з чумною паличкою (вважають, що збудник псевдотуберкульозу є тією бактерією, з якої внаслідок мутації утворилася чумна паличка, яка відрізняється від Y. pseudotuberculosis тільки наявністю певних факторів патогенності), та загальні для ентеробактерій антигенні зв'язки зокрема із сальмонелами, бруцелами, (шигела)ми, холерним вібріоном, протеєм, гафнією. Важливу патогенетичну роль відіграє антигенна подібність Y. pseudotuberculosis до деяких органних антигенів людського організму (щитоподібна залоза, синовіальні оболонки суглобів, еритроцити, печінка, нирки, селезінка, лімфатичні вузли, товста кишка, червоподібний відросток, вилочкова залоза, тощо), що обумовлює утворення автоантитіл і поліорганність уражень.
Штами, виявлені в Азії, схоже, містять в собі значно частіше еритрогенний токсин (так званий суперантигенний токсин), ніж ті, що поширені в Європі.
Детальніші відомості з цієї теми ви можете знайти в статті Yersinia.

## Епідеміологічні особливості

### Джерело та резервуар
Псевотуберкулез відносять до зоонозних інфекцій з природною осередковістю. Захворюваність широко поширена в світі, що зумовлено персистенцією збудника як в організмі теплокровних тварин і людини, так і в навколишньому середовищі (ґрунт, вода, рослинні субстрати), що деякі дослідники відносять Y. pseudotuberculosis, як і збудника кишкового єрсиніозу — Yersinia enterocolitica, до сапронозних мікрорганізмів. При псевдотуберкульозі основним джерелом інфекції для людини є синантропні та дикі гризуни.

### Механізм та фактори передачі
Механізм передачі інфекції — фекально-оральний, провідний шлях передачі — харчовий. Найбільше значення мають овочі та коренеплоди, потім молочні (сир), неправильно термічно оброблені м'ясні продукти і набагато меншою мірою фрукти, хлібобулочні та кондитерські вироби. Захворюваність на псевдотуберкульоз має тенденцію до подальшого зростання, має як спорадичний характер, так і її реєструють у вигляді спалахів. Вони бувають поширеними, коли захворюваність уражає населення всього міста чи населеного пункту, і локальними, при яких захворюваність обмежується одним колективом. Спалахи часто виникають після вживання в їжу свіжої капусти, моркви, зеленої цибулі, що тривалий час зберігалися в овочесховищах. Певна роль у поширенні псевдотуберкульозу належить вирощеним у теплицях зелені, огіркам, помідорам, зеленій цибулі. Друге місце займає водний шлях передачі псевдотуберкульозу. Він зазвичай реалізується при вживанні води з відкритих водойм, інфікованої випорожненнями тварин. Людина не є джерелом зараження. Проте описано нечисленні випадки вкрай тяжкого перебігу сепсису, пов'язані з використанням донорської крові, взятої від донорів із субклінічною бактеріємією, коли відбувалося селективне накопичення Y. enterocolitica при зберіганні зразків крові без заморожування при низьких температурах.

### Сприйнятливість та імунітет
Псевдотуберкульоз реєструють в усіх вікових групах, однак значно менше ним хворіють діти до 2 років і дорослі після 50 років, що пояснюється їхнім меншим зв'язком із громадським харчуванням. Псевдотуберкульоз реєструють протягом усього року, але частіше сезонний підйом відмічається в зимово-весняний період, що пов'язане з психрофільністю збудника, через що він тривало зберігається в овочах протягом зими. Зростання випадків захворюваності відзначають й у весняно-літній період, внаслідок залучення у харчування ранніх і тепличних овочів. 75 % хворих є діти до 15-річного віку. Імунітет внаслідок перенесеного псевдотуберкульозу стійкий, але типоспецифічний.

## Патогенез
У патогенезі більшості випадків зараження псевдотуберкульозом можливе лише при перевищенні певної концентрації бактерій в харчовому продукті або воді. Дослідження показали, що ефективна тканинна доза інфікування складає 109 бактеріальних клітин. При високій заражаючій дозі на слизових оболонках ротоглотки розвивається катаральний процес. Відому роль грають кислотний бар'єр шлунка та розвиток у ньому катарально-ерозивних змін. У місцях основної локалізації збудника (дистальні відділи клубової кишки, сліпа кишка) розвиваються запальні зміни катарального, катарально-геморагічного і, навіть. виразково-некротичного характеру. Під впливом токсину цих єрсиній виникає короткотривала нерясна секреторна діарея, пов'язана з активацією аденілатциклазної системи в епітелії кишки. Певну роль у розвитку діареї відіграють простагландини. Y. pseudotuberculosis має солідний інвазивний потенціал, проникають в ентероцити, далі в слизовий і підслизовий шари кишки, лімфоїдні утворення кишкової стінки, регіонарні мезентеріальні лімфатичні вузли, апендикс. В уражених органах і тканинах розвивається запалення. Характерні гіперемія і гіперплазія мезентеріальних лімфатичних вузлів із розвитком мікроабсцесів. На рівні підслизового шару кишки єрсинії вступають у взаємодію з СМФ, де відбувається неповне їхнє внутрішньоклітинне перетравлення. Внаслідок цього бактерії накопичуються у фагоцитах, стимулюючі розвиток лейкоцитарної) інфільтрації. Розмноження в епітеліоцитах і макрофагах супроводжується розпадом заражених клітин. Розвиваються ерозії і виразки, мікроабсцеси в мезентеріальних лімфатичних вузлах (термінальний ілеїт, апендицит, мезаденіт). У апендиксі запальний процес частіше має катаральний характер, але можливе формування деструктивних форм захворювання з подальшим розвитком перитоніту. На цьому етапі інфекційний процес може завершитися, спостерігають локалізовані форми захворювання.
Всмоктування в кров ендотоксина збудника обумовлює прояви інтоксикації. Інвазивні штами псевдотуберкульозної бактерії проникають в кров, приводячи до бактеріємії, токсинемії та розвитку гепатоліенального синдрому. Паренхіматозна дифузія бактерій обумовлює ураження багатьох органів і систем із формуванням дрібних некротичних вогнищ (гранульом) або мікроабсцесів, а також змін дистрофічного характеру. У клінічному аспекті ці механізми відповідають розвитку генералізованої форми інфекції з органними ураженнями запального і, рідко, септичного характеру. Оскільки Y. pseudotuberculosis не виробляє залізо-зв'язуючих сполук, у пацієнтів зі станами, що перебігають із перевантаженням залізом, таких, як гемохроматоз, венозний застій, гемолітична анемія, цироз печінки, схильні до ризику розвитку сепсису. Вважають також, що велика роль у розвитку генералізованої форми за типом «далекосхідної скарлатиноподібної гарячки» належить так званому суперантигену-ЄПМ (англ. yersina pseudotuberculosis-derived mitogen — митоген, який вироблений псевдотуберкульозною єрсинією). Цей суперантиген присутній майже у всіх штамів, виділених на Далекому Сході, але тільки у 20 % європейських ізолятів. Цей митоген виник у ще не виявленої бактерії і через єрсиніозного бактеріофага потрапив до далекосхідних штамів Y. pseudotuberculosis і поступово поширюється по всій світовій популяції збудника. На сьогодні встановили, що його складають три різні антигени YPMa, YPMb та YPMc, всі з яких мають свою патогенетичну значущість і відрізняються від інших бактеріальних суперантигенів.
У патогенезі псевдотуберкульозу, крім інфекційно-токсичних, важливу роль грають і алергічні компоненти. Розвиваються алергічні реакції сповільненого і негайного типів, звільняються біологічно активні речовини. Ліпополісахариди псевдотуберкульозних єрсиній стимулюють В-лімфоцити й макрофаги, опосередковано впливаючи на алергійні й автоімунні процеси, спричинюють активацію автореактивних клонів, які продукують відповідні автоантитіла проти колагену 1-го й 2-го типів. У гострій стадії хвороби виявлені численні порушення клітинного імунітету: відзначали зниження числа Т-лімфоцитів, деяке збільшення В-лімфоцитів. При псевдотуберкульозі з масивною дозою інфекту виявлено виснаження Т-незалежної зони лімфатичних вузлів і селезінки в зв'язку з утворенням у них великих ділянок некрозу, що призводить до пригнічення синтезу специфічних IgM і IgG.
Оскільки псевдотуберкульозні єрсинії мають певну антигенну схожість з антигенами сполучної тканини людського організму (інтерстицію міокарда, синовіальних оболонок суглобів, ентероцитів кишки тощо), в перебігу інфекційного процесу відбувається утворення і накопичення автоантитіл, їхня фіксація інтерстиціальними клітинами і формування автоімунних комплексів, порушення імунопатологічного генезу. Вони лежать у основі вторинно-осередкової клінічної форми псевдотуберкульозу, а також надалі сприяють розвитку системних захворювань сполучної тканини (системного червоного вовчака, ревматоїдного артриту, синдрому Райтера тощо). Вважають, що псевдотуберкульоз певною мірою пов'язаний з розвитком синдрому Кавасакі.
Розвиток рецидивуючих і хронічних форм псевдотуберкульозу пов'язаний зі здатністю збудників до внутрішньоклітинного паразитування у вигляді L-форм, із незавершеністю фагоцитозу, індивідуальними особливостями клітинних і гуморальних імунних реакцій, зокрема з формуванням автоімунних реакцій.
Заключна стадія патогенезу — елімінація збудника з організму, що веде до одужання, настає в результаті підвищення фагоцитарної активності лейкоцитів, утворення специфічних антитіл (клітинно-гуморальний імунітет).

## Клінічні прояви

### Класифікація
Клінічні ознаки псевдотуберкульозу характеризуються великою розмаїтістю клінічних форм і варіантів. Згідно з МКЧ-10 псевдотуберкульоз відносять до блоку «Інші уточнені бактеріальні кишкові інфекції» (А04.8).
За тривалістю перебігу псевдотуберкульоз буває:
- гострим (до 3-х місяців),
- затяжним (до 6-и місяців),
- хронічним (більше 6-и місяців).

За тяжкістю виділяють:
- легкий,
- середньотяжкий,
- тяжкий перебіг хвороби.

Єдина класифікація захворювання не розроблена.

### Інкубаційний період
Становить 3-18 днів, але частіше — 7-10 днів. В окремих випадках інкубаційний період скорочується до 2-3 діб.

### Генералізована форма
Її спостерігають у більшості захворілих на псевдотуберкульоз. Часто вона перебігає за типом «далекосхідної скарлатиноподібної гарячки». Спричинює цю форму Yersinia pseudotuberculosis серотипу О1, 95 % цих випадків зумовлює субтип O1b. Недуга в більшості випадків починається гостро зі швидкого підвищення температури до 38-40 °C із вираженим ознобом. Вкрай рідко за 1-2 дні до початку захворювання можуть розвинутися продромальні явища. Підвищення температури тіла супроводжується головним болем різної інтенсивності, запамороченням, світлобоязню, болем у суглобах, м'язах, попереку, загальною слабкістю, загальмованістю, безсонням, втратою апетиту. Турбує дряпання в горлі, зрідка — помірний біль при ковтанні. Частина хворих відзначає в себе біль у животі, рідкі випорожнення не більше 2-3 разів на добу, нудоту, іноді блювання. Слизова ротоглотки набрякла, гіперемована, можлива енантема на м'якому піднебінні, слизово-гнійний наліт на мигдаликах, зміни язика, що нагадує клінічні прояви скарлатини, чому нерідко цю форму ще називають «далекосхідною скарлатиноподібною гарячкою». В окремих хворих на початку захворювання відбувається кашель, нежить (закладення носа), виявляється шийний лімфаденіт.
Виявляють гіперемію обличчя і шиї, невелику одутлість обличчя, що об'єднують у поняття симптом каптура. Відбувається ін'єкція судин кон'юнктив і склер, гіперемія кистей і стоп — симптом рукавичок і шкарпеток. На 1-5-й день з'являється висип, який симетрично поширюється на бічних поверхнях тулуба, животі, в пахово-стегнових і плечових трикутниках, на внутрішній поверхні рук і стегон, згущаючись у природних складках шкіри. Висип посилює контрастність симптомів каптура, рукавичок та шкарпеток. Висип з'являється у 90 % хворих, має дрібноплямистий характер (як при скарлатині), значно рідше — плямисто-папульозний, папуло-уртикарний, за типом вузлуватої і кільцеподібної еритем. Характерним є висип навколо суглобів, частіше колінних, ліктьових, гомілковостопних, променезап'ясткових. Іноді з'являється на щоках, але відсутній на підборідді та носогубному трикутнику (симптом блідого носогубного трикутника). У частини хворих при тяжкому перебігу псевдотуберкульозу висип набуває чіткого геморагічного характеру. Петехіально-геморагічні елементи висипу локалізуються переважно в природних складках шкіри у вигляді лінійних темно-червоного, бурого чи фіолетового забарвлення висипань (симптом Пастіа), у вигляді смуг на бічних поверхнях тулуба, відзначають симптоми джгута, щипка, що також нагадує характеристику висипань при скарлатині. У окремих хворих виникають повторні висипання. Висип зберігається 1-10 днів, на 2-3-у тижні хвороби з'являється висівкоподібне лущення шкіри тулуба і пластинчасте — долоней і стоп. У половини хворих у розпалі захворювання відзначають зміни опорно-рухового апарату — артралгії, моно-і поліартрити, синовіти. У процес втягується серцево-судинна система. Серцеві тони приглушені, відносна брадикардія, артеріальна гіпотензія, рідше — тахікардія, порушення ритму, у тяжких випадках на верхівці з'являється систолічний шум. У розпалі хвороби у хворих визначають збільшення печінки, селезінки. З'являється жовтяниця. При пальпації живота в ілеоцекальній області відзначають бурчання, болючу інфільтровану сліпу кишку. Губи набрякають та виглядають червоними. Язик обкладений нальотом із гіпертрофованими сосочками по краю. До кінця 1-го тижня язик очищається від нальоту і стає «малиновим» зі збільшеними сосочками. Ураження нирок у розпалі цієї форми спостерігають у 20-30 % хворих. У поодиноких випадках на тлі тяжкого перебігу розвивається гостра ниркова недостатність (ГНН).

### Інтестинальна форма
Починається гостро з болю в животі, нудоти, незначного блювання, супроводжується помірним здуттям живота, бурчанням, діареєю від 2-3 до 10-15 разів на добу, іноді з'являються симптоми дистального коліту — домішки слизу і крові у випорожненнях, несправжні позиви на дефекацію. Спостерігають ознаки інтоксикації: підвищення температури до 38-39 °C з ознобом, головний біль, слабкість, ломота в тілі, міалгії, біль у суглобах. 15-20 % хворих скаржаться на дряпання в горлі, нежить, кашель, осиплість голоса, різі при сечовипусканні. Виявляють гіперемію кон'юнктив, ротоглотки, також, як й при генералізованій формі, симптом «каптура», симптоми «рукавичок» і «шкарпеток». У чверті захворілих на 1-2 день хвороби на тулубі та кінцівках виникає дрібноплямистий висип, який швидко зникає («ефемерна висипка»). Язик обкладений біло-сірим нашаруванням, із гіпертрофованими сосочками. Так саме, як й при генералізованій формі можливе збільшення печінки й селезінки. Тривалість захворювання в середньому 5-7 днів, але зрідка можливий розвиток хронічного перебігу.

### Мезентеріальний лімфаденіт
Характеризується болем в епігастральній, навколопупковій і правій здухвинній ділянках, різними за виразністю й характером (постійний, ниючий, переймиподібний, інтенсивний). Абдомінальні прояви нерідко рецидивують. На цьому фоні можуть визначатися окремі симптоми подразнення очеревини, при значному збільшенні мезентеріальних лімфатичних вузлів відзначається притуплення перкуторного звуку у правій здухвинній ділянці (позитивний симптом Падалки), зрідка у худих вдається пальпувати ці вузли у правій здухвинній і навколопупковій ділянках. Хворих іноді піддають помилково оперативному втручанню, при цьому спостерігають ін'єкцію і гіперемію клубової кишки з фібринозним нальотом на серозній оболонці (ілеїт) та збільшені мезентеріальні лімфовузли діаметром 1,5-2,0 см. Апендикулярний відросток зазвичай не змінений або злегка гіперемований. Часто у хворих виявляють слабо виражені гастроінтестинальні, інтоксикаційні та інші ознаки псевдотуберкульозу (ефемерний нерясний висип, дистальний ціаноз, гіперемія кистей і стоп, ломота в кістках і суглобах), які на тлі абдомінального болю відступають на другий план і нерідко залишаються неврахованими при встановленні діагнозу.

### Термінальний ілеїт
Зустрічається при псевдотуберкульозі як самостійна клінічна форма, так і на тлі інших ознак. Хворих турбує помірний біль у животі нападоподібного або пульсуючого характеру, який нерідко має рецидивуючий характер, супроводжуюється нудотою, у половини хворих — блюванням, рідкими або кашкоподібними випорожненнями до 2-3 разів на добу без патологічних домішок. Збільшується печінка. Хворі відчувають слабкість, відсутність апетиту, головний біль, артралгії. Живіт помірно здутий, болючий в правій здухвинній ділянці, сліпа кишка розширена, ущільнена, бурчить при пальпації. Нерідко визначають симптоми подразнення очеревини, що ускладнює диференційну діагностику. Термінальний ілеїт нерідко має рецидивний, затяжний, а іноді хронічній й ускладнений перебіг (некроз слизової, виразковий ілеїт, перитоніт, стеноз термінального відділу клубової кишки, спайкова хвороба).

### Септичний перебіг псевдотуберкульозу
Супроводжується гектичною, постійною, послаблювальною і тривалою гарячкою, вираженою інтоксикацією, гепатоспленомегалією, жовтяницею, рецидивуючим поліморфним (нерідко геморагічним) висипом, поліартритом, міокардитом, пневмонією, ураженням ЦНС. Блискавична форма сепсису супроводжується бурхливим перебігом, геморагічним висипом, розвитком інфекційно-токсичного шоку (ІТШ), ДВЗ-синдрому, ГНН.
До вторинно-вогнищевих псевдотуберкульозних уражень належать ушкодження суглобів. Зазвичай вони поєднуються з іншими проявами захворювання — гарячкою, ознобами, висипом на шкірі, лімфаденопатією, диспептичними або ентеритичними проявами.
У частини хворих артралгії носять генералізований характер, є інтенсивними. Хворі скаржаться на біль в гомілковостопних, променезап'ясткових, колінних, ліктьових суглобах, у поперековій ділянці. Вони виникають з перших днів хвороби й найбільш виражені протягом першого тижня, а надалі підсилюються або знову виникають у разі розвитку рецидиву. У певной частки хворих на псевдотуберкульоз у гострому періоді хвороби розвиваються артрити. До процесу залучаються зазвичай 3–4 суглоби. Здебільшого ураження зазнають гомілковостопні й променезап'ясткові, рідше колінні та плечові суглоби. Вони стають набряклими, шкіра над ними гіперемованою, рухи значною мірою обмежуються. Відзначають болючість і нерухомість суглобів кистей рук і меншою мірою — стоп. Звичайне ураження міжфалангових і кистьових суглобів супроводжується їхньою малорухомістю й набряком, поєднуючись із вираженою гіперемією долонь. Суглобні ураження у більшості хворих носять симетричний характер.

### Синдром Райтера при псевдотуберкульозі
Цей синдром включає одночасне поєднання уражень очей (кон'юнктивіт, склерит), уретри і суглобів, частіше колінних, гомілковостопних, міжфалангових. У половини хворих з артритами спостерігають тендовагініти. Артрити реактивні. Захворювання проявляється тривалим, рецидивним перебігом із залученням до процесу нових суглобів, нерідко кистей рук і стоп. Тривалість артритів складає від 1-го місяця до трьох років.

### Гепатит
Псевдотуберкульозний гепатит розглядають і як самостійний варіант псевдотуберкульозу, так і як прояв будь-якого іншого варіанту. У цих хворих спостерігають помірно виражену анорексію, нудоту, біль під ребрами, короткочасне потемніння сечі, жовтяницю. Зазначені зміни нетривалі, зберігаються протягом декількох днів, відповідаючи розпалу захворювання, і зникають у процесі дезінтоксикаційної терапії.

### Менінгіт
При цій формі на тлі вираженого загальноінтоксикаційного синдрому менінгеальний симптомокомплекс поєднується з деякими проявами псевдотуберкульозу (висип, катаральний і суглобовий синдроми, ілеїт, збільшення печінки і субіктеричність шкіри та склер, лімфаденопатія).

### Вузлувата еритема
У окремих хворих розвивається вузлувата еритема. Утворюються від декількох до 20 і більше болючих підшкірних вузлів багряно-синюшного відтінку, розташованих симетрично на кінцівках, меншою мірою — тулубі та обліччі. Вузлуватий висип супроводжується інтоксикацією і поліартритом. Захворювання триває від декількох днів до 2-3 тижнів, перебіг сприятливий.

### Міокардит при псевдотуберкульозі
Тривалість міокардиту при псевдотуберкульозі може досягати декількох місяців, проте його перебіг доброякісний, недостатність кровообігу не розвивається.

## Ускладнення
При псевдотуберкульозі розвиваються при тяжкому і середньої тяжкості перебігу захворювання, за пізньої госпіталізації хворих, наявності тяжких хронічних захворювань та імунодефіцитних станів, несвоєчасно розпочатої етіотропної терапії. У половини хворих на псевдотуберкульоз виникають рецидиви. Бувають ранні (до 10-го дня нормальної температури) і пізні (на 11-й день нормальної температури й пізніше) рецидиви. Їх реєструють у хворих різних вікових груп, але трохи частіше — в осіб віком 20-30 років. Найбільш грізними ускладненнями, що приводять до летального результату при генералізованих формах, є ІТШ, ДВЗ-синдром. Дифузний ілеїт може ускладнитися некрозом слизової, перфорацією кишки та розвитком перитоніту, стенозом термінального відділу клубової кишки, спайковою хворобою. Внаслідок псевдотуберкульозу можливе формування хронічних форм ілеїту, артритів, тиреоїдиту, увеїту, гломерулонефриту, анкілозуючого спондиліту, системних захворювань сполучної тканини, тощо. Летальність при септичному перебігу сягає понад 30 %.

## Діагностика

### Клініко-епідеміологічна діагностика
Ґрунтують на виявленні особливостей захворювання:
- типовий епідеміологічний анамнез, що вказує на вживання термічно необроблених овочів із тривалими термінами зберігання;
- поліорганність ураження з поєднанням інтоксикаційного, гепатолієнального, катарального, суглобового синдромів, ураженням шлунково-кишкового тракту, абдомінальними проявами, лімфаденопатія;
- скалатиноподібний висип, наявність симптомів «каптура», «рукавичок», «шкарпеток»,
- наявність загострень і рецидивів протягом хвороби.

### Загально-лабораторна діагностика
Для змін у клінічному аналізі крові характерний помірний лейкоцитоз, нерідка незначна еозинофілія, помірний нейтрофільоз, трохи підвищена ШОЕ. При ураженні печінки в крові виявляють помірна гіпербілірубінемія, помірне підвищення активності амінотрансфераз. Ураження нирок характеризується помірною протеїнурією, лейкоцитурією, мікрогематурією. Для септичного розвитку характерний гіперлейкоцитоз, анемія, висока ШОЕ (до 40-60 мм/год.). При менінгіті спинномозкова рідина прозора або дещо мутна, цитоз до 600—700 кл/мкл, рідше — до 1000 кл/мкл, з вмістом нейтрофілів — 80-90 %, кількість білка помірно підвищена, рівень цукру і хлоридів не перевищує норму.

### Інструментальна діагностика
При проведенні фіброколоноскопії термінальний відділ клубової кишки різко набряклий з щільними інфільтрованими стінками, серозна оболонка гіперемована, з дрібноточковими крововиливами та фібринозним нальотом.

### Специфічна діагностика
Ґрунтується на бактеріологічних і серологічних методах дослідження.

#### Бактеріологічна діагностика
Матеріалом для бактеріологічного дослідження є кров, харкотиння, сеча, випорожнення, а також операційний матеріал. Досліджуваний матеріал засівають на рідке середовище накопичення, витримують у термостаті при температурі +4˚С протягом 3-5 діб (холодове збагачення) з подальшим висівом на щільні середовища МакКонкі, еозин-метиленовий синій агар, Ендо, Левіна, Серова при температурі 28-30°С.

#### Антигенно-генетична діагностика
Для ранньої діагностики псевдотуберкульозу найперспективнішими є методи виявлення специфічних антигенів — реакція імунофлюоресценції (РІФ), реакція гальмування непрямої гемаглютинації (РГНГА), РКА і реакція аглютинації-лізиса (РАЛ). Основними генетичними методами, вживаними в діагностиці псевдотуберкульоза, є ПЛР і ДНК-зондування. Основні переваги даних методів полягають в швидкості виконання аналізу (4-6 годин), високої чутливості і специфічності (99 %). Крім того, ПЛР дозволяє вже в 1-у добу одержати попереднє підтвердження клінічного діагнозу при дослідженні випорожнювань хворих людей.

#### Діагностика на основі виявлення антитіл
Серологічний діагноз ґрунтують на появі або наростанні титру гуморальних антитіл до збудника псевдотуберкульозу. Дані методи набувають певне значення з 2-го тижня захворювання. Широко використовують реакцію аглютинації (РА) і реакцію непрямої гемаглютинації (РНГА) з діагностичним титром — 1:160 і 1:100 відповідно. Однак через наявність спільних антигенних структур з іншими бактеріями при псевдотуберкульозі часті несправжньо-позитивні реакції. У ранній період найбільш інформативна ІФА з визначенням IgM і IgA, на 3-4 тижні — ІФА, РА, РНГА, реакція зв'язування комплементу (РЗК).

## Лікування

### Загальні заходи
Хворі на псевдотуберкульоз підлягають госпіталізації в інфекційне відділення. Лікування проводять комплексно з урахуванням клінічної форми, тяжкості та періоду захворювання. Спеціальної дієти зазвичай непотрібно, але іноді її рекомендують залежно від переважання тих чи інших уражень (ентерит, гепатиту тощо).

### Етіотропна терапія
Згідно з сучасними рекомендаціями ВООЗ передбачає призначення дорослим фторхінолонів, серед яких перевагу надають ципрофлоксацину по 0,5 г 2 рази на добу per os або 0,4 г 2 рази на добу парентерально протягом від 7 діб до 1 місяця залежно від клінічного перебігу. За наявності менінгіту першість віддають пефлоксацину, який проникає через гематоенцефалічний бар'єр, в дозі 0,4 г 2 рази на добу парентерально. Можливе застосування при генералізованих формах цефтріаксону в дозі 1,0 г 2 рази на добу парентерально різною тривалістю залежно від клінічної ситуації. Рекомендують при тяжкому, септичному перебігу псевдотуберкульозу застосування стрептоміцину 1 г на добу, або гентаміцину 0,8 г 3 рази на добу, або тобраміцину 0,16-0,24 г 1 раз на добу парентерально курсом різної тривалості залежно від клінічного випадку. Можливим вважається призначення ампіциліну 0,5 г 4 рази на добу per os чи при септичному перебігу 1,0 г 6 разів на добу парентерально, або амоксициліну 0,5 г 3 рази на добу per os чи парентерально при тяжкому перебігу 1-2 г 2 рази на добу в/м курсами різної тривалості. При септичних формах захворювання доцільно введення 2-3 антибіотиків різних груп внутрішньовенно. Найважливішим принципом антибіотикотерапії при генералізованих формах є безперервність і тривалість курсу антибіотикотерапії (до 10-го дня нормальної температури). У випадках рецидивів псевдотуберкульозу необхідно проводити повторні курси антибактеріальної терапії із заміною препаратів.

### Патогенетична терапія
Включає дезінтоксикаційні, десенсибілізуючі, метаболічні препарати. При інтестінальній формі застосовуються ентеросорбенти. Призначення пробіотиків і еубіотиків на тлі дисбіозу можна поєднувати з ферментними препаратами. Лікування хворих вторинно-вогнищевою формою псевдотуберкульозу є складним, проводиться за індивідуальною схемою. При рецидивуючому, затяжному перебігу псевдотуберкульозного поліартриту, синдромі Райтера, вузлуватої еритеми призначають глюкокортикостероїди, нестероїдні протизапальні препарати. Імунокорегуюча терапія призначається після попереднього обстеження на тлі імунодефіцитного стану, затяжного перебігу, вторинно-вогнищевих форм без автоімунних зрушень.

## Профілактика
Основу її складають цілеспрямовані санітарно-гігієнічні заходи. Першорядне значення має попередження зараження Y. pseudotuberculosis овочів, фруктів і коренеплодів, для чого необхідно дотримання санітарних правил утримання овочесховищ, температурно-вологісного режиму зберігання овочів. Слід обмежити вживання харчових продуктів, які використовують без термічної обробки. Також важливі заходи, які роблять їжу та питну воду недоступними для гризунів, птахів і домашніх тварин. Для цього проводять боротьбу з гризунами та здійснюють санітарний нагляд за харчовими об'єктами, водопостачанням, дотриманням технології обробки та зберігання харчових продуктів. Істотне значення мають дератизаційні заходи на об'єктах харчування, водопостачання та тваринницьких комплексах. Велике значення має проведення широкої санітарно-просвітницької роботи серед населення. Одна з найважливіших заходів щодо попередження захворюваності та спалахів псевдотуберкульозу — щомісячне бактеріологічне та антигенне дослідження овочів і коренеплодів, які знаходяться в овочесховищах, а також інвентарю. У разі виявлення збудника псевдотуберкульозу або його антигену на продуктах або обладнанні овочесховищ слід негайно заборонити вживання в їжу заражених овочів у сирому вигляді і дозволити їхнє використання тільки після квашення, термічної обробки для приготування перших і других страв. Питну воду слід вживати тільки після кип'ятіння. Засоби специфічної профілактики станом на 2016 рік відсутні.

## Псевдотуберкульоз у тварин
Резервуаром Yersinia pseudotuberculosis у природі є 60 видів ссавців і 27 видів птахів: різні гризуни (кролики, зайці, миші, пацюки, щури, морські свинки), м'ясоїдні тварини (норки, лисиці, нутрії), дикі та синантропні птахи; сільськогосподарські тварини, дикі тварини (що знаходяться в зоопарках і розплідниках). Особливо сприйнятливі вівці, олені, лані та мавпи.
- Хвороба у овець і кіз перебігає хронічно, безсимптомно. Зміни виявляють, як правило, при забої. При сильному запаленні спостерігають збільшення поверхневих лімфатичних вузлів з абсцедуванням, розкриттям і виливом гною. При ураженні легенів — симптоми бронхопневмонії (носове витікання, утруднене і прискорене дихання, кашель). Розвиваються мастити. У самців — ураження сім'яників і придатків. Виникає пієлонефрит, сеча стає каламутною, з великими пластівцями. Летальність у овець сягає до 20 %.
- Основні ознаки хвороби у великої рогатої худоби — запалення легенів, вимені, аборти з подальшою гінекологічною патологією. У молодняка хвороба перебігає з ураженням травної системи.
- У свиней спостерігають пригнічення, жовтяницю, набряки в області голови і живота, діарею.
- У коней уражаються лімфатичні судини, утворюються абсцеси і виразки; можливі мастити і аборти у кобил.
- У собак виникають анемія і гастроентерит. У кішок знижується маса тіла, характерні діарея і жовтяниця.
- У гризунів хвороба характеризується пригніченням, діареєю, виснаженням, зміною волосяного покриву, паралічами і летальним результатом через 1-2 тижні.
- У птахів хвороба при гострому перебігу супроводжується пригніченням, скуйовджуванням пір'я, задишкою, діареєю, кульгавістю, паралічами і загибеллю до 30-50 % поголів'я протягом 2-3 тижнів.